# Хохлатый ястреб
Хохлатый ястреб (лат. Lophospiza trivirgata) — вид хищных птиц семейства ястребиных, широко распространённый в Азии. Выделяют 11 подвидов.

## Описание
Хохлатый ястреб имеет короткие широкие крылья и длинный хвост для маневрирования между деревьями. Длина  30-46 см. Самки крупнее самцов. Отличительной особенностью птицы является короткий гребень.
Самцы имеют тёмно-коричневую окраску. Самки отличаются коричневой нижней частью.

## Место обитания и распространение
Хохлатый ястреб распространён в Азии, а именно в Индии, Шри-Ланке, на юге Китая, в Индонезии и на Филиппинах. Эта птица обитает на низменностях, предпочитая тропические и субтропические тёплые области.
Это скрытная лесная птица охотится на мелких птиц, млекопитающих и рептилий в лесистой местности, полагаясь на внезапность. Хохлатый ястреб строит гнёзда на деревьях и откладывает два или три яйца.